# ماتياس زاراغوزا
ماتياس زاراغوزا (بالإسبانية: Matías Zaragoza) هو لاعب كرة قدم أرجنتيني، ولد في 20 سبتمبر 1995 في ليبرتاد في الأرجنتين. لعب مع بوكا جونيورز.

## وصلات خارجية
- ماتياس زاراغوزا على موقع قاعدة بيانات كرة القدم.إي يو (الإنجليزية)
- ماتياس زاراغوزا على موقع Soccerway.com (الإنجليزية)
- ماتياس زاراغوزا على موقع AS.com (الإسبانية)